# Hohe Jagd
Als Hohe Jagd wird die Jagd auf Hochwild bezeichnet.

## Geschichte
Welches Wild zum Hoch- oder Niederwild zählte, war historisch abhängig von der Willkür des Adels, beziehungsweise den feudalen Regalien. Nur der Adel durfte „hohes Wild“ jagen.
Nach Aufhebung der Regalien zählten zum Hochwild
- Haarwild: Wisent, Elch-, Rot-, Dam-, Muffel-, Reh-, Gams-, Stein- und Schwarzwild sowie Bären, Wölfe und Luchse.
- Federwild: Auer-, Birk-, Haselwild, Fasane, Schwäne, Trappen, Kraniche, Pelikane, Uhu und Adler.
- Auch die zur Beizjagd verwendeten Falken waren Hochwild.

Heute sind sowohl das Niederwild als auch das Hochwild im § 2 Absatz 4 Bundesjagdgesetz (BJagdG) rechtlich definiert. Danach gehören zum Hochwild Schalenwild außer Rehwild, ferner Auerwild, Steinadler und Seeadler. Alles übrige Wild gehört zum Niederwild.